# Тюргеші
Тюргеші (кит.: туциши 突骑施) — тюркський народ, що проживав у Західній Джунгарії та Семиріччі, та входив до союзу п’яти племен дулу. 

## Історія
Тюргеші у VI столітті складались з об’єднання племен абарів і мукрі, що утворили племінний союз «чорних» (абарів, кара-тюргеші) й «жовтих» (мукрі, сари-тюргеші) родів. Тюргеші входили до складу Західного тюркського каганату. Пізніше створили Тюргеський каганат і наприкінці VII століття очолили боротьбу місцевих племен проти навали арабів і китайців.
711 року тюргеші були розбиті полководцем Східно-тюркського каганату Кюль-тегіном. У середині VIII століття джунгарських тюргешів підкорили уйгури, а семиріченських — карлуки.